# Kubangsari (Cikalong)
Kubangsari is een bestuurslaag in het regentschap Tasikmalaya van de provincie West-Java, Indonesië. Kubangsari telt 3059 inwoners (volkstelling 2010).